# Amplitude-shift keying
La amplitude-shift keying (o ASK), nelle telecomunicazioni, è uno schema di modulazione numerica in banda traslata. In essa l'informazione è codificata nell'ampiezza della portante che assume valori discreti (convenzionalmente equidistanti) in funzione del simbolo da trasmettere.

## Modulazione ASK binaria
La variante più semplice e diffusa della modulazione rettangolare di ampiezza (ASK) si comporta come un interruttore: la presenza della portante rappresenta il valore binario 1, la sua assenza il valore binario 0. Tale modulazione è nota sotto il nome di On-off keying e nelle trasmissioni radio viene utilizzata per la trasmissione di messaggi in codice Morse (CW). 
Risulta molto più conveniente in termini di probabilità d'errore utilizzare livelli antipodali ovvero trasmettere un impulso {\displaystyle g(t)} per rappresentare un bit pari a uno ed un impulso  {\displaystyle -g(t)} per rappresentare un bit pari a zero. Tuttavia la modulazione On-off keying trova ancora applicazione nel campo delle comunicazioni in fibra ottica.

## Modulazione ASK multilivello
Sono stati realizzati anche schemi di modulazione più complessi, in grado di rappresentare gruppi di dati attraverso l'uso di vari livelli di ampiezza. Ad esempio, uno schema di codifica a quattro livelli è adatto a rappresentare due bit con ciascuna variazione di ampiezza; uno schema a otto livelli può rappresentare tre bit, e così via. La rivelazione di tali forme di modulazione digitale di ampiezza richiede un rapporto segnale/rumore piuttosto elevato in quanto, per sua natura, questo metodo prevede la trasmissione di gran parte del segnale a un livello di potenza ridotto.

## Prestazioni della modulazione ASK
Qualora debbano essere trasmessi {\displaystyle L} simboli distinti, occorre disporre di {\displaystyle L} distinti livelli di ampiezza per effettuare la comunicazione. Se l'ampiezza massima della portante è {\displaystyle A} (con un'ampiezza picco-picco di {\displaystyle 2A}) e si decide di adottare una distanza Δ uniforme tra i simboli, questa risulterà:
{\displaystyle \Delta ={\frac {2A}{L-1}}}
Si può dimostrare che la probabilità di errore in fase di rivelazione, ovvero la probabilità che venga decodificato un simbolo diverso da quello trasmesso, è:
{\displaystyle P_{e}=\left(1-{\frac {1}{L}}\right)\cdot {\mbox{erfc}}\left({\frac {A\cdot G_{T}}{{\sqrt {2}}(L-1)\sigma _{N}}}\right)}
dove {\displaystyle {\mbox{erfc}}(\cdot )} è la funzione errore complementare, {\displaystyle G_{T}} è il guadagno complessivo del sistema e {\displaystyle \sigma _{N}} è la deviazione standard del rumore. Tale relazione è valida in assenza di interferenze intersimbolo.